# Carlos Eyzaguirre
Carlos Eyzaguirre Edwards (Santiago de Chile, 28 de abril de 1923 - † íd., 2 de febrero de 2009) fue un médico y científico chileno.

## Biografía
Sus padres fueron Carlos Eyzaguirre Gormaz e Inés Edwards Ariztía.
Realizó sus primeros 4 años de estudios de medicina en la Pontificia Universidad Católica de Chile, y los concluyó en la Universidad de Chile (como debía hacerse en esa época), recibiéndose de ésta como cirujano en 1947, con distinción máxima. Hizo un posdoctorado en la Universidad Johns Hopkins, y después fue becario Guggenheim en el Instituto Wilmer, en el que colaboró con el neurofisiólogo Stephen Kuffler.
A partir de 1957 se desempeñó como investigador en el Departamento de Fisiología de la Universidad de Utah, en el que comenzó como profesor asistente, para luego ser profesor asociado, titular, jefe del mismo en 1965 y profesor emérito en 2005. Fue profesor visitante en la PUC (1964-2004) y en la Universidad del Desarrollo desde 2006.
En 1961, Eyzaguirre consiguió extraer el cuerpo carotídeo y lo colocó en un canal bañado con solución salina para estudiarlo, lo que se considera como un hecho de gran importancia en el desarrollo de la fisiología respiratoria. En su investigación fue financiado por los Institutos Nacionales de la Salud de Estados Unidos.
Eyzaguirre publicó 150 documentos en revistas científicas estadounidenses y británicas. Fue doctor honoris causa de la Pontificia Universidad Católica de Chile, de la Universidad Complutense de Madrid y de la Universidad de Barcelona, y recibió las medallas Claude Bernard (Francia) y Ramón y Cajal (España). Entre las sociedades que integró se encuentran la International Society for Arterial Chemoreception (miembro fundador y presidente), la Academia de Medicina del Instituto de Chile (miembro honorario), la Sociedad Chilena de Ciencias Fisiológicas (miembro honorario), la American Society of Physiology y la Society for Neurosciences.
Se casó con Elena Fontaine Gómez y tuvo tres hijos.